# Obszar rewitalizacji
Obszar rewitalizacji – w Polsce obszar wyznaczony w ramach obszaru zdegradowanego, na którym prowadzona będzie rewitalizacja i wobec którego stosowane będą szczególne narzędzia ustawy z dnia 9 października 2015 r. o rewitalizacji. Obszar rewitalizacji obejmuje całość (np. w Łodzi) lub część obszaru zdegradowanego (np. w Rawie Mazowieckiej). Obszar rewitalizacji charakteryzują szczególna koncentracja negatywnych zjawisk uzasadniających wyznaczenie obszaru zdegradowanego oraz istotne znaczenie dla rozwoju lokalnego.

## Wyznaczenie obszaru rewitalizacji
Wyznaczenie obszaru zdegradowanego i obszaru rewitalizacji następuje łącznie w drodze uchwały, podjętej przez radę gminy z własnej inicjatywy albo na wniosek wójta (burmistrza, prezydenta miasta). Obszar rewitalizacji nie może być większy niż 20% powierzchni gminy oraz zamieszkały przez więcej niż 30% liczby mieszkańców gminy. Obszar rewitalizacji może być podzielony na podobszary, w tym podobszary nieposiadające ze sobą wspólnych granic.
Określenie granic obszaru cechującego się szczególną koncentracją negatywnych zjawisk powinno odbywać się w sposób kompleksowy i na wielu płaszczyznach. Wynika stąd konieczność przeprowadzenia badań przestrzennych i statystycznych uwzględniających wskazane w ustawie negatywne zjawiska (społeczne, środowiskowe, gospodarcze, przestrzenno-funkcjonalne i techniczne), w sposób prowadzący do wnikliwej diagnozy obszarów kryzysowych w przestrzeni gminy. Stosowane metody badawcze powinny przy tym uwzględniać uwarunkowania lokalne.
Z kolei ocena istotnego znaczenia danego obszaru dla rozwoju gminy odbywa się na różne sposoby i ma po części charakter uznaniowy. Powinna uwzględniać np. gminne dokumenty strategiczne wskazujące obszary, na których ma skupiać się życie społeczno-gospodarcze w gminie oraz analizy urbanistyczne.

## Szczególne środki prawne na obszarze rewitalizacji
Rada gminy może postanowić w uchwale wyznaczającej obszar zdegradowany i obszar rewitalizacji o zastosowaniu szczególnych środków prawnych, których celem jest zabezpieczenie obszaru rewitalizacji przed działaniami, które mogą utrudnić lub wręcz uniemożliwić przeprowadzenie procesu rewitalizacji.

### Prawo pierwokupu
Rada gminy może przewidzieć w uchwale wyznaczającej obszar zdegradowany i obszar rewitalizacji prawo pierwokupu na rzecz gminy wszystkich nieruchomości położonych na obszarze rewitalizacji. Zastrzeżenie to zrodzi po stronie gminy ustawowe prawo pierwokupu, którego pominięcie w umowie sprzedaży nieruchomości położonej na obszarze rewitalizacji skutkować będzie nieważnością takiej umowy.

### Zakaz wydawania decyzji o warunkach zabudowy
Wyznaczając obszar zdegradowany i obszar rewitalizacji rada gminy może ustanowić na obszarze rewitalizacji zakaz wydawania decyzji o warunkach zabudowy dla wszystkich albo określonych w uchwale zmian sposobu zagospodarowania terenu wymagających tej decyzji, w tym zmian sposobu użytkowania obiektu budowlanego lub jego części, jeżeli stan zagospodarowania obszaru rewitalizacji oraz stopień jego pokrycia miejscowymi planami zagospodarowania przestrzennego wskazują, że nieustanowienie zakazu może doprowadzić do niekorzystnych zmian w zagospodarowaniu obszaru rewitalizacji, pogłębiających niekorzystne zjawiska uzasadniające wyznaczenie obszaru zdegradowanego.
Dotyczy to w szczególności sytuacji, gdy inwestycje realizowane na podstawie decyzji o warunkach zabudowy rażąco naruszałyby ład przestrzenny, blokowały możliwość realizacji przez gminę zadań własnych lub możliwość ochrony środowiska na danym terenie.

### Specjalna Strefa Rewitalizacji
Wskazane uprawnienia i zakazy (ustawowe prawo pierwokupu oraz zakaz wydawania decyzji o warunkach zabudowy) tracą moc jeżeli w terminie 2 lat od dnia wejścia w życie uchwały wyznaczającej obszar zdegradowany i obszar rewitalizacji nie wejdzie w życie uchwała w sprawie ustanowienia na obszarze rewitalizacji Specjalnej Strefy Rewitalizacji. 
Specjalna Strefa Rewitalizacji może być wyznaczona tylko na obszarze rewitalizacji. Wyznaczenie Strefy jest możliwe po uprzednim wyznaczeniu obszaru rewitalizacji oraz uchwaleniu gminnego programu rewitalizacji - zgodnie z ustaleniami tego programu. Strefa może obejmować całość albo część obszaru rewitalizacji. 
Na obszarze Specjalnej Strefy Rewitalizacji obowiązuje specjalny reżim prawny, odrębny od specjalnego reżimu prawnego obszaru rewitalizacji, który m.in. ma zachęcać przedsiębiorców do angażowania się w proces rewitalizacji i ułatwiać jej przeprowadzanie.

### Gminy program rewitalizacji
Wyznaczenie obszaru rewitalizacji pozwala ponadto przyznać właścicielom nieruchomości położonych na tym obszarze korzystne uprawnienia w wymiarze finansowym. Uprawnienia te określane są w gminnym programie rewitalizacji, który jest szczegółowym dokumentem określającym zasady prowadzenia rewitalizacji na obszarze rewitalizacji.

## Dane statystyczne
W oparciu o dane z 2017 roku 1357 gmin poinformowało o wyznaczeniu na ich obszarze obszaru rewitalizacji. Łączna powierzchnia wszystkich zidentyfikowanych w gminach obszarów rewitalizacji wynosiła 1040,5 tys. ha. Przeciętnie obszar rewitalizacji zajmował 6,3% powierzchni gminy. Wartość ta była silnie zróżnicowana przestrzennie. Liczba ludności zamieszkująca obszar rewitalizacji w 2017 roku w 1334 gminach, dla których ustalono taką informację wynosiła 5521,5 tys. osób. Najmniejszą część obszarów rewitalizacji stanowili mieszkańcy w miastach na prawach powiatu (18%), a największą w gminach miejskich (23%). W przekroju województw najmniej mieszkańców objęto procesami rewitalizacyjnymi w województwie pomorskim (11%) oraz mazowieckim (15%). Najwyższy odsetek mieszkańców zamieszkuje obszary rewitalizacji gmin województwa warmińsko-mazurskiego (27%).
Analizując typ funkcjonalny terenów, na których ustanowiono obszar rewitalizacji, wyraźnie widać dominację terenów zamieszkanych łącznie z towarzyszącymi terenami usługowymi i komunikacyjnymi. W skali kraju stanowiły one 78% obszarów rewitalizacji, przy czym 62% to tereny zamieszkane zlokalizowane na obszarze wiejskim, 11% w centrum miast lub śródmieściu, a 5% poza centrum miasta. 
Udział poszczególnych typów terenów różni się znacznie w zależności od rodzaju gminy. W przypadku miast widoczna jest silna tendencja do obejmowania działaniami rewitalizacyjnymi terenów położonych w ich centrach. W miastach na prawach powiatu stanowiły one 60% obszarów rewitalizacji, a w gminach miejskich 52%. Spośród innych terenów o funkcjach przemysłowych lub analogicznych w gminach wiejskich lub miejsko-wiejskich widać relatywnie duży udział terenów popegeerowskich lub o innych funkcjach związanych z gospodarką rolną lub leśną, które zajmują odpowiednio 9% i 6% obszarów rewitalizacji. Na poziomie wojewódzkim duży udział (powyżej 15%) terenów popegeerowskich lub o innych funkcjach związanych z gospodarką rolną lub leśną odnotowano w: zachodniopomorskim, lubuskim i kujawsko-pomorskim.
Kolejnym typem terenów objętych obszarem rewitalizacji są tereny zielone stanowiące na poziomie kraju jedynie 1% obszarów rewitalizacji. Tereny te mają dużo większe znaczenie w strukturze funkcjonalnej obszarów rewitalizacji na obszarach miast. W miastach na prawach powiatu i gminach miejskich zajmują one około 4% powierzchni obszaru rewitalizacji, w gminach miejsko-wiejskich – już tylko 1,5%, a w wiejskich około 0,5%. Tereny powydobywcze, poportowe, pokolejowe, powojskowe i inne tereny poprzemysłowe stanowiły 1,5% obszarów rewitalizacji w kraju. Ich znaczenie było większe na obszarach miast na prawach powiatu (5%) i gmin miejskich (ponad 4%). W pozostałych gminach zajmowały niewiele ponad 1%. Analizując strukturę funkcjonalną obszarów rewitalizacji według województw wyróżnia się województwo śląskie, w których udział tych terenów przekroczył 7%. W kolejnych województwach wynosił około 3%-4% i były to warmińsko-mazurskie i wielkopolskie.